# José Carlos Sousa Cardoso
José Carlos Sousa Cardoso (* 10. Januar 1937 in Lavandeira) ist ein ehemaliger portugiesischer Radrennfahrer.

## Sportliche Laufbahn
Sousa Cardoso war im Straßenradsport aktiv. Von 1958 bis 1966 war er Berufsfahrer. 1960 gewann er die Portugal-Rundfahrt. 1959 wurde er Zweiter der Rundfahrt. In diesem Etappenrennen holte er 1958 (zweifach), 1959 (zweifach), 1960 (vierfach) und 1961 (zweifach) Tageserfolge. 1959 gewann er eine Etappe der Vuelta a España. 1962 war er im Gran Premio Robbialac erfolgreich. 1958 wurde er in der nationalen Meisterschaft im Straßenrennen Zweiter hinter Antonino Baptista.
In der Tour de France 1959 war er ausgeschieden. In der Vuelta a España wurde er 1959 31., 1961 24. der Gesamtwertung. 1966 war er ausgeschieden.